# Faculdade de Direito de Ribeirão Preto
A Faculdade de Direito de Ribeirão Preto (FDRP) é uma unidade da Universidade de São Paulo, localizada na cidade de Ribeirão Preto, São Paulo, cujas principais atividades são o ensino, pesquisa e extensão na área do Direito. A unidade de Ribeirão Preto ostenta o posto de faculdade de Direito com maior taxa de aprovação da OAB no Brasil.
O curso de direito da Faculdade de Direito de Ribeirão Preto alcançou a nota máxima, 5 estrelas, no Guia do Estudante da Editora Abril. É considerado muito bom pelo Guia da Faculdade do Jornal O Estado de São Paulo, sendo avaliado com 4 estrelas (de 5 possíveis). Iniciado em 2014, seu programa de Mestrado (o de Doutorado ainda não foi implantado) é avaliado pela CAPES com nota 3 (o conceito máximo possível é 7).
A Faculdade de Direito de Ribeirão Preto surgiu com o propósito de desenvolver um projeto de excelência na vasta área do conhecimento jurídico. A ideia é desenvolver em Ribeirão Preto um pólo de elevado espírito público na procura de harmonia e desenvolvimento. A cidade tem todas as condições materiais e intelectuais para se consolidar como uma verdadeira capital cultural de uma vasta parte do Brasil e, nessa linha de pensamento construtivo, o ensino do direito é pedra indispensável. Para o novo curso, foi elaborado um currículo moderno, multidisciplinar, com espírito humanístico, sem esquecer a força crítica do pensamento universitário, esperando que a nova escola possa seguir os passos mais criativos de sua irmã mais velha, a Faculdade de Direito do Largo de São Francisco da USP em São Paulo.
O desejo da faculdade é que o conhecimento jurídico, em seus possíveis desdobramentos do séc. XXI, seja constituído e difundido por meio de uma universidade pública com o nível da USP, ajudando, em Ribeirão Preto, a concretizar a construção de uma grande sociedade sem exclusão de ninguém.
A escola é composta por 41 professores de carreira, todos doutorados, dos quais cerca de 70% são de tempo integral. As salas de pequeno porte permitem uma maior proximidade entre professores e alunos, aumentando as oportunidades de intercâmbio intelectual na comunidade acadêmica.

## História
Desde 1993 vinha sendo trabalhada a proposta de criação de um curso em direito no campus da USP em Ribeirão Preto. A Faculdade de Direito do Largo de São Francisco apoiava a criação de um novo curso. A Faculdade de Direito de Ribeirão Preto foi criada no dia 27 de março de 2007, conforme Resolução 5394, de 28.03.07, publicada no D.O.E. de 30.03.2007. Suas atividades didáticas tiveram início em 2008, com o ingresso da primeira turma da Faculdade de Direito em Ribeirão Preto. Em 2009, iniciaram-se as aulas de sua segunda turma.
Seu primeiro diretor "pro tempore" foi Antonio Junqueira de Azevedo, ex-diretor da Faculdade de Direito do Largo de São Francisco. Com seu falecimento, assume o vice-diretor Ignácio Poveda, também Professor Titular da Academia irmã.
Diretores
- 1. Antonio Junqueira de Azevedo (2007-2008) pró-tempore
- 2. Ignácio Maria Poveda Velasco (2008-2009) pró-tempore
- 3. Ignácio Maria Poveda Velasco (2009-2013).
- 4. Umberto Celli Júnior (2013-2017).
- 5. Mônica Herman Salem Caggiano (2017-2021).
- 6. Nuno Manuel Morgadinho dos Santos Coelho (2021-)

## Curso de Graduação
Anualmente a escola recebe uma nova turma composta por 100 alunos de graduação, em um programa de duração de cinco anos, no final do qual o grau de Bacharel em Direito é concedido. Ao contrário de quase todos as outras Faculdades de Direito no Brasil, o curso de graduação exige dedicação em tempo integral do primeiro ao quarto semestre, tornando-se a tempo parcial a partir do quinto semestre em diante, permitindo dedicação a pesquisa extracurricular, atividades de extensão e estágios.
O currículo abrange não só todos os campos clássicos do Direito Civil, tais como Direito Constitucional, Direito Processual, Direito Penal, Direito das Obrigações, Direito Imobiliário, Direito Societário, Direito Tributário, Direito do Trabalho, Direito de Família, Direito Administrativo, Direito Internacional, Conflito em Direito, mas também inclui cursos sobre áreas mais específicas, tais como a integração econômica regional, Relações de Consumo, Concorrência (Antitruste), Direito da Saúde, Esportes, Direitos Humanos, e outras disciplinas para dar aos alunos um ponto de vista crítico e/ou interdisciplinar sobre os problemas legais, como Jurisprudência, Filosofia, Sociologia, Teoria Política, Contabilidade, Economia e Matemática.

## Pós-Graduação
O processo de admissão para o primeiro Programa de Pós-Graduação (mestrado) teve início em fevereiro de 2014, e o curso teve início em agosto de 2014. O Programa de Pós-Graduação oferece estudos na área seguinte: Desenvolvimento do Estado Democrático de Direito. Ele contém duas linhas de pesquisa: Desenvolvimento, Democracia e instituições; Racionalidade Jurídica e Direitos Fundamentais na formação do Estado Democrático de Direito.

## Departamentos
As atividades da FDRP dividem-se em três departamentos:
- Departamento de Direito Público (DDP)
- Departamento de Direito Privado e Processual (DPP)
- Departamento de Filosofia e Disciplinas Básicas (DFB)

## International Office
O International Office da FDRP tem como objetivo a execução das atividades planejadas pela CRInt, a coordenação dos programas internacionais de intercâmbio para alunos e professores com instituições de ensino superior de direito de outros países, a assinatura e manutenção de convênios com universidades estrangeiras, a organização de visitas de docentes e representantes estrangeiros, incluindo eventos internacionais que possam ser realizados na FDRP, a recepção de alunos estrangeiros, entre outras atividades em prol da internacionalização da faculdade.
Na FDRP os alunos têm a oportunidade de fazer intercâmbio acadêmico internacional. Esses intercâmbios são com o único e exclusivo fim para estudo numa universidade no exterior. Os alunos podem realizar intercâmbio é através dos convênios da FDRP, convênios USP (Agência USP Internacional) ou intercâmbios sem convênio.
Mais informações: Convênios Internacionais da FDRP
Mais informações: Convênios Internacionais USP

## Organizações Estudantis
- Centro Acadêmico Antônio Junqueira de Azevedo

Órgão representativo dos alunos da FDRP, Iniciou suas atividades ao final de 2009. Seu nome é em homenagem ao primeiro Diretor da faculdade, cujo falecimento se deu ao final de 2009. Dentre as atividades desenvolvidas há o curso de línguas, ciclos de palestras, Semana do Advogado e o jornal da faculdade.
- Associação Atlética Acadêmica Casa Sete

Iniciou suas atividades no mesmo ano do Centro Acadêmico. Suas cores são o bordô e o dourado. Participou como convidada dos Jogos Jurídicos Paranaenses em 2010 e do CaipirUSP do mesmo ano. Seu nome advém da nomenclatura de uma das "casas" do Campus da Universidade de São Paulo em Ribeirão Preto, na qual a administração e o serviço de graduação da FDRP foram sitiados de 2008 a 2010. É integrante da Liga das Atléticas da USP Ribeirão Preto (LAURP) e membro da Comissão Organizadora das seguintes competições:
- - Jogos Jurídicos Estaduais - São Paulo - principal competição entre cursos de Direito do estado, realizada anualmente no primeiro semestre;
  - CaipirUSP - jogos entre as Atléticas dos campi da USP no interior, realizados anualmente no segundo semestre;
  - Taça LAURP - torneio realizado pela Liga das Atléticas da USP Ribeirão Preto, realizado anualmente no primeiro semestre;
  - Intracampus - torneio disputado entre as Atléticas da USP Ribeirão Preto, realizado anualmente no segundo semestre;
  - Intrabixos - torneio realizado entre os alunos ingressantes nas faculdades das Atléticas membro da LAURP

- Cursinho Popular da FDRP

O Cursinho Popular da FDRP (CPFDRP) é uma organização estudantil voluntária, criada em 2014, que tem o objetivo de fornecer um curso preparatório para o vestibular gratuito - curso, esse, voltado para alunos em condições de vulnerabilidade social, que não têm condições de pagar um cursinho pré-vestibular particular. A entidade, coordenada por alunos da FDRP, fornece aulas de todas as disciplinas do Ensino Médio para cinquenta alunos, buscando adotar um modelo de educação popular - o qual, ao mesmo tempo que visa preparar os alunos para o ENEM, objetiva a criação conjunta de consciência crítica.
- Núcleo de Estudos de Direito Internacional de Ribeirão Preto - NEDIRP

O Núcleo de Estudos de Direito Internacional de Ribeirão Preto (NEDIRP) é um corpo acadêmico institucionalizado e organizado sob a forma de associação de estudantes para promover o desenvolvimento acadêmico e profissional do Direito Internacional em toda a cidade de Ribeirão Preto e região. Foi uma iniciativa dos alunos da Faculdade de Direito de Ribeirão Preto (FDRP) da USP com o objetivo de criar uma comunidade mais engajada com as perspectivas internacionais do Direito e demonstrar a proximidade e aplicabilidade do Direito Internacional na nossa realidade e cotidiano em toda a região. Mesmo que o Núcleo tenha partido de uma iniciativa dos alunos da FDRP, sua previsão é interinstitucional, ou seja, os membros do NEDIRP são das mais diversas universidades e instituições da região.
O NEDIRP, fundado em 2018, é atualmente composto por alunos da graduação e pós-graduação da FDRP e também por alunos de outras faculdades e instituições, ou seja, sua composição é abrangente: todos interessados que almejam se engajar e se comprometer com o Núcleo para promover o desenvolvimento do Direito Internacional na região, estão convidados para participar do Núcleo.
Para cumprir seus objetivos, o Núcleo se organiza sob uma administração voltada a angariar recursos humanos e financeiros para coordenar, promover e fomentar as diversas atividades que promovam o envolvimento do público com o Direito Internacional. Para isso, o NEDIRP se organiza por meio de uma estrutura dividida em Diretoria (presidente, secretário e tesoureiro) e Departamentos, a saber:
- Departamento de Grupo de Estudos e Pesquisas (GEP): é responsável por viabilizar e estimular a relação entre o corpo discente e os docentes das diversas faculdades da região, assim como, incentivar e promover o desenvolvimento de estudos, pesquisas, entre outras produções acadêmicas e publicações em geral, como as publicadas aqui no Site ODRI, nos diversos grupos de estudos e pesquisas realizados no âmbito acadêmico;
- Departamento de Eventos: é o setor encargado de organizar e divulgar variadas atividades de extensão com eventos como Seminários, Congressos, Simulações e Competições; fomentar e viabilizar a participação dos membros em eventos externos nacionais e internacionais de Direito Internacional;
- Departamento Editorial: fica responsável por incentivar a produção e periodicidade de material acadêmico, didático, informativo, ou de qualquer outra natureza que relacione Direito e Relações Internacionais e divulgá-lo nos veículos de comunicação, como aqui no Site ODRI, além de ser o Departamento que gere e mantém todo esse Site e suas publicações na Coluna Semanal e na Coluna Especial.